# Brown County (Kansas)
Brown County je okres ve státě Kansas v USA. K roku 2010 zde žilo 9 984 obyvatel. Správním městem okresu je Hiawatha. Celková rozloha okresu činí 1 482 km². Sousedí se státy Nebraska a Missouri.

## Sousední okresy
| Růžice kompasu | Richardson County (NE) | Richardson County (NE) | Holt County (MO) | Růžice kompasu |
| Růžice kompasu | Nemaha County          | Sever                  | Doniphan County  | Růžice kompasu |
| Růžice kompasu | Nemaha County          | Brown County (Kansas)  | Doniphan County  | Růžice kompasu |
| Růžice kompasu | Nemaha County          | Jih                    | Doniphan County  | Růžice kompasu |
| Růžice kompasu | Nemaha County          | Jackson County         | Atchison County  | Růžice kompasu |